# La doncella de nieve
La doncella de nieve: un cuento de hadas primaveral (título original en ruso, Снегурочка–Весенняя сказка, Snegúrochka–Vesénnyaya Skazka) es una ópera en un prólogo y cuatro actos con una música de Nikolái Rimski-Kórsakov, compuesta en 1880-1881 y libreto en ruso del mismo compositor, basado en una obra de teatro homónima de Aleksandr Ostrovski (que se había estrenado en 1873 con música incidental de Piotr Ilich Chaikovski). Se estrenó en el Teatro Mariinski de San Petersburgo el 10 de febrero (fecha antigua: 29 de enero) de 1882, con dirección de Eduard Nápravník. Fue revisada en 1898 en la edición conocida actualmente. Fue la obra favorita del propio compositor.
La historia trata de la oposición entre las fuerzas eternas de la naturaleza e implica las interacciones de personajes mitológicos (la Helada, la Primavera, el Espíritu del Bosque), personas reales (Kupava, Mizgir'), y aquellos que están entre uno y otro mundo, esto es, semimíticos, semirreales (La doncella de nieve, Lel, Berendéi). El compositor se esforzó en distinguir cada grupo de personajes musicalmente, y varios personajes individuales tienen sus propios leitmotivs asociados. Además de estas distinciones, Rimski-Kórsakov caracterizó a los ciudadanos particularmente con melodías folclóricas. 

## Personajes

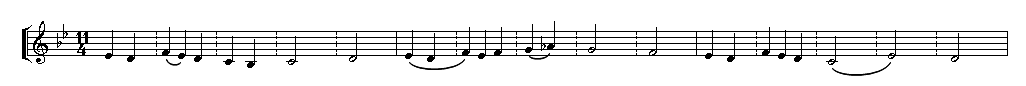
Coro final en compás de 11 tiempos.

| Personaje | Tesitura     | Estreno en San Petersburgo, 10 de febrero de 1882 (Director: Eduard Nápravník) |
| --- | ------------ | ------------------------------------------------------------------------------ |
| Zar Berendéi | tenor        | Mijaíl Vasíliev                                                                |
| Bermiata, un boyardo, confidente del zar | bajo         | Mijaíl Koriakin                                                                |
| Belleza de la Primavera | mezzosoprano | Mariya Kamenskaya                                                              |
| Abuelo Helado | Bajo         | Fiódor Stravinski                                                              |
| La doncella de nieve | soprano      | Feodosiya Velínskaya                                                           |
| Bobyl Bakula | tenor        | Vasili Vasíliev                                                                |
| Bobylija | mezzosoprano | Olga Shreder (Schröder)                                                        |
| Lel | contralto    | Anna Bichúrina                                                                 |
| Kupava, una joven doncella, hija de un colono rico | soprano      | Mariya Makárova                                                                |
| Mizgir, un comerciante invitado del barrio comercial de los Berendeyanos | barítono     | Ippolit Pryánishnikov                                                          |
| Primer Heraldo | tenor        | Pável Dyúzhikov                                                                |
| Segundo Heraldo | bajo         | Vladímir Máyboroda                                                             |
| Paje del zar | mezzosoprano |                                                                                |
| Espíritu del Bosque | tenor        | Vladímir Sóbolev                                                               |
| Maslenitsa | bajo         |                                                                                |
| Coro, papeles silenciosos: Boyardos, sus esposas y el séquito del zar, intérpretes de gusli, ciegos, skomoroji, intérpretes de gudok, gaiteros, pastores, muchachos y muchachas, berendeyanos masculinos y femeninos de todas las edades, espíritus del bosque, séquito de la Primavera – coro de pájaros y flores |              |                                                                                |